# Wiso G
Ángel Luis Ortiz, más conocido como Wiso G, (Río Piedras, 17 de septiembre de 1975) es un rapero puertorriqueño que pertenece al género del under, freestyle rap, hip hop y reggae en español, destacando en los principios de los año 90.También es considerado como pionero en el área de la musicología del género del Reggaeton.
Es considerado uno de los Padres-Mentor del movimiento artístico Under, como también es uno de los primeros en traer el freestyle Rap a Puerto Rico. Por otra parte es también Pionero en concepto de resonancia musical e musicología del Under Junto a Big Boy & Maicol & Manuel, y uno de los responsables inventores y mentores de la frase en el movimiento artístico llamado Under (anteriormente Rap-Reggae) junto a Maicol y Manuel, Nico Canada, Tony Touch, Dj Playero, entre otros.

## Biografía
Ángel Luis Ortiz creció en Puerto Rico, se hizo conocido con los sencillos "La Quimica", "Me levanto los domingos" y "Wiso improvisando"; consiguió el éxito en discos como 12 discípulos, MVP II The Grand Slam, y Los Bandoleros Reloaded. El sencillo "No me niegues" está incluido en la producción K-alibre (2006). Sin parar, su primera producción discográfica, produjo los éxitos como "Me levanto los domingos" y "La Quimica", con éstas canciones logra un impacto masivo en la juventud. Esta producción recibió un "disco de oro".  
En el 2004, Wiso G se une a la disquera independiente Luar Music responsable de éxitos como el disco MVP.
Wiso se mantuvo haciendo importantes colaboraciones como "Me levanto Parte II" en Los doce discípulos (2004), presentando la versión nueva de "La química perfecta", para MVP II The Grand Slam (2005) y recientemente el remix de la canción "Cuchi Cuchi" para Fusión Music en (2006).
En su primer mixtape, hizo colaboraciones con importantes productores como Danny Fornaris, Maestro, Monserrate & DJ Urba entre otros. En este mixtape incluye el tema de su último vídeo "Miss goodie goodie remix".
Su segundo mixtape, fue realizado con la ayuda de los artistas Jowell y Randy y Dj Dicky, quienes sacaron su segundo mixtape (Back To The Underground - Wiso G Edition) que fue lanzado en el año 2014. El cual es completamente reggaeton underground y de allí varias colaboraciones con otros artistas que cantan under en la actualidad como Tony Lenta, Watussi, Polaco, OG Black, Maicol y Manuel, Frankie Boy, Falo, Glory y Paste.

## Discografía
Álbumes de estudio
- 1994: Sin parar
- 1996: Aquí estoy
- 1998: Tengo el mando

EP
- 2024: Atiendan La Clase[9]